# Mourmelon-le-Grand
Mourmelon-le-Grand – miejscowość i gmina we Francji, w regionie Grand Est, w departamencie Marna.
Według danych na rok 1990 gminę zamieszkiwało 4240 osób, a gęstość zaludnienia wynosiła 183 osób/km².